# Dyskografia Paula McCartneya
Strona zawiera pełną dyskografię Paula McCartneya jako artysty solowego oraz członka grupy Wings.

## Albumy
Autorzy:

kolorem zielonym: Wings

kolorem czerwonym: Paul McCartney & Wings

kolorem białym: solowy album

*-Paul McCartney podpisał się pseudonimem Percy "Thrills" Thrillington

**-Paul McCartney podpisał się pseudonimem The Fireman

| Rok wydania              | Nazwa                                                                  | UK Lista              | US Lista              | Certyfikat                                   | Przeboje TOP10                       |
| ------------------------ | ---------------------------------------------------------------------- | --------------------- | --------------------- | -------------------------------------------- | ------------------------------------ |
| 1967                     | The Family Way (ścieżka dźwiękowa)                                     |                       |                       |                                              |                                      |
| 1970                     | McCartney                                                              | 2                     | 1                     |                                              |                                      |
| 1971                     | Ram (z Lindą McCartney)                                                | 1                     | 2                     |                                              | Uncle Albert-Admiral Halsey          |
| 1971                     | Wings Wild Life                                                        | 11                    | 10                    |                                              |                                      |
| 1973                     | Red Rose Speedway                                                      | 5                     | 1                     |                                              | My Love                              |
| 1973 r.                  | Band on the Run                                                        | 1 (7 tyg.) (124 tyg.) | 1 (4 tyg.) (116 tyg.) | (UK) platynowa płyta (US) 3x-platynowa płyta | Jet, Helen Wheels, Band on the Run   |
| 1975                     | Venus and Mars                                                         | 1                     | 1                     |                                              | Listen to What the Man Said          |
| 1976                     | Wings at the Speed of Sound                                            | 2                     | 1                     |                                              | Silly Love Songs, Let 'Em In         |
| 1976                     | Wings over America (album koncertowy)                                  | 8                     | 1                     |                                              | Maybe I'm Amazed (wersja koncertowa) |
| 1977                     | Thrillington* (instrumentalna aranżacja albumu Ram)                    | 8?                    | ?                     |                                              |                                      |
| 1978                     | London Town                                                            | 4                     | 2                     |                                              | With a Little Luck                   |
| 1978                     | Wings Greatest (kompilacja)                                            | 5                     | 29                    |                                              |                                      |
| 1979                     | Back to the Egg                                                        | 6                     | 8                     |                                              |                                      |
| 1980                     | McCartney II                                                           | 1                     | 3                     |                                              | Waterfalls, Coming Up                |
| 1982                     | Tug of War                                                             | 1                     | 1                     |                                              | Ebony And Ivory, Take It Away        |
| 1983                     | Pipes of Peace                                                         | 4                     | 15                    |                                              | Say Say Say, Pipes of Peace          |
| 1984                     | Give My Regards to Broad Street (ścieżka dźwiękowa)                    | 1                     | 25                    |                                              | No More Lonely Nights                |
| 1986                     | Press to Play                                                          | 8                     | 30                    |                                              |                                      |
| 1987                     | All the Best! (kompilacja)                                             | 2                     | 62                    |                                              |                                      |
| 1988 (ZSRR) 1991 (świat) | CHOBA B CCCP                                                           | 63                    | 109                   |                                              |                                      |
| 1989                     | Flowers in the Dirt                                                    | 1                     | 21                    |                                              |                                      |
| 1990                     | Tripping the Live Fantastic (album koncertowy)                         | 17                    | 26                    |                                              |                                      |
| 1990                     | Tripping the Live Fantastic: Highlights! (album koncertowy)            | ?                     | 141                   |                                              |                                      |
| 1991                     | Unplugged (The Official Bootleg) (album koncertowy)                    | 7                     | 14                    |                                              |                                      |
| 1991                     | Paul McCartney's Liverpool Oratorio (z Carlem Davisem)(muzyka poważna) | ?                     | 177                   |                                              |                                      |
| 1993                     | Off the Ground                                                         | 5                     | 17                    |                                              |                                      |
| 1993                     | Paul is Live (album koncertowy)                                        | 34                    | 78                    |                                              |                                      |
| 1993                     | The Paul McCartney Collection (kolekcja albumów)                       | ?                     | ?                     |                                              |                                      |
| 1994                     | Strawberries Oceans Ships Forest**                                     | ?                     | ?                     |                                              |                                      |
| 1997                     | Flaming Pie                                                            | 2                     | 2                     |                                              |                                      |
| 1997                     | Paul McCartney's Standing Stone (muzyka poważna)                       | ?                     | 194                   |                                              |                                      |
| 1998                     | Rushes**                                                               | ?                     | ?                     |                                              |                                      |
| 1999                     | Band on the Run: 25th Anniversary Edition                              | ?                     | 69                    |                                              |                                      |
| 1999                     | Run Devil Run                                                          | 27                    | 12                    |                                              |                                      |
| 1999                     | Paul McCartney's Working Classical (muzyka poważna)                    | ?                     | ?                     |                                              |                                      |
| 2000                     | Liverpool Sound Collage                                                | ?                     | ?                     |                                              |                                      |
| 2001                     | Wingspan: Hits and History (kompilacja)                                | 5                     | 2                     |                                              |                                      |
| 2001                     | Driving Rain                                                           | 26                    | 46                    |                                              |                                      |
| 2002                     | Back in the U.S. (album koncertowy)                                    | ?                     | 8                     |                                              |                                      |
| 2003                     | Back in the World (album koncertowy)                                   | 5                     | ?                     |                                              |                                      |
| 2005                     | Chaos and Creation in the Backyard                                     | 10                    | 6                     |                                              |                                      |
| 2005                     | Ecce Cor Meum (muzyka poważna)                                         | 141                   | ?                     |                                              |                                      |
| 2007                     | Memory Almost Full                                                     |                       |                       |                                              |                                      |
| 2008                     | Electric Arguments                                                     |                       |                       |                                              |                                      |
| 2009                     | Good Evening New York City                                             |                       |                       |                                              |                                      |
| 2010                     | Live in Los Angeles                                                    |                       |                       |                                              |                                      |
| 2010                     | Band on the Run (Original Recording Remastered)                        |                       |                       |                                              |                                      |
| 2012                     | Kisses on the Bottom                                                   | 3                     | 5                     |                                              | My Valentine                         |
| 2013                     | New                                                                    | 3                     | 3                     | (POL) złota płyta                            |                                      |
| 2018                     | Egypt Station                                                          | 3                     | 1                     |                                              |                                      |
| 2020                     | McCartney III                                                          |                       |                       |                                              |                                      |

## Single

### Solo

#### 1971
- "Another Day"/"Oh Woman Oh Why" #2 UK, #5 US
- "Back Seat of My Car" (z Lindą McCartney) #39 UK
- "Eat at Home" (z Lindą McCartney) (wydany tylko w Europie, Australii i Japonii)
- "Uncle Albert/Admiral Halsey" (z Lindą McCartney) #1 US

#### 1979
- "Wonderful Christmastime" #6 UK

#### 1980
- "Coming Up" #2 UK, #1 US (wersja koncertowa)
- "Waterfalls" #9 UK
- "Temporary Secretary"

#### 1982
- "Ebony and Ivory" (ze Steviem Wonderem) #1 UK, #1 US
- "Take It Away" #15 UK, #10 US
- "Tug Of War" #53 UK #53 US
- "The Girl Is Mine" (z Michaelem Jacksonem) #8 UK, #2 US

#### 1983
- "Say Say Say" (z Michaelem Jacksonem) #2 UK, #1 US
- "Pipes of Peace" #1 UK (w USA wydany jako strona B "So Bad")
- "So Bad" #23 US (w Wielkiej Brytanii wydany jako strona B "Pipes of Piece")

#### 1984
- "No More Lonely Nights" #2 UK, #6 US
- "We All Stand Together" (z The Frog Chorus) #3 UK

#### 1985
- "Spies Like Us" #13 UK, #7 US
- "We All Stand Together" #32 UK

#### 1986
- "Press" #25 UK, #21 US
- "Pretty Little Head" #76 UK
- "Stranglehold" #81 US
- "Only Love Remains" #34 UK

#### 1987
- "Once Upon a Long Ago" #10 UK

#### 1989
- "Ferry Cross the Mersey" (z the Christians, Hollym Johnsonem, Gerrym Marsdenem i Stock Aitken Waterman) #1 UK
- "My Brave Face" #18 UK, #25 US
- "This One" #18 UK #94 US
- "Figure of Eight" #42 UK #92 US
- "Party Party"
- "Ou Est Le Soleil?"
- "We Got Married"

#### 1990
- "Put It There" #32 UK
- "Birthday" #29 UK
- "All My Trials" #35 UK

#### 1991
- "The Long and Winding Road" (wydany w Europie poza Wielką Brytanią)
- "Let It Be"

#### 1992
- "Hope of Deliverance" #18 UK #83 US

#### 1993
- "C’mon People" #41 UK
- "Off the Ground"
- "Biker like an Icon" (wydany w Europie poza Wielką Brytanią)

#### 1997
- "Young Boy" #19 UK
- "The World Tonight" #23 UK #64 US
- "Beautiful Night" #25 UK

#### 1999
- "No Other Baby/Brown Eyed Handsome Man" #42 UK

#### 2001
- "From A Lover To A Friend" #45 UK
- "Freedom" #97 US

#### 2004
- "Tropic Island Hum/We All Stand Together" #21 UK
- "Sgt. Pepper’s Lonely Hearts Club Band" (z U2) #48 US

#### 2005
- "Fine Line" #20 UK
- "Jenny Wren" #22 UK

#### 2007
- "Ever Present Past" #110 US
- "Dance Tonight"

#### 2013
- "New"
- "Queenie Eye"

#### 2018
- „I Don’t Know / Come On to Me”
- „Fuh You”
- „Who Cares”

### Z zespołem Wings

#### 1972
- "Give Ireland Back to the Irish" #16 UK, #21 US
- "Mary Had a Little Lamb"/"Little Woman Love" #9 UK, #28 US
- "Hi, Hi, Hi" #5 UK, #10 US

#### 1973
- "My Love" #9 UK, #1 US
- "Live and Let Die" #7 UK, #2 US
- "Helen Wheels" #12 UK, #10 US

#### 1974
- "Mrs Vandebilt" (wydany w Europie z wyjątkiem Wielkiej Brytanii)
- "Jet" #7 UK, #7 US
- "Band on the Run" #3 UK, #1 US
- "Junior's Farm" #16 UK, #3 US
- "Sally G" #17 US

#### 1975
- "Listen to What the Man Said" #6 UK, #1 US
- "Letting Go" #41 UK #39 US
- "Venus and Mars/Rock Show" #12 US

#### 1976
- "Silly Love Songs" #2 UK, #1 US
- "Let 'em In" #2 UK, #3 US

#### 1977
- "Maybe I'm Amazed" #28 UK, #10 US
- "Mull of Kintyre"/"Girls School" #1 UK; #33 US

#### 1978
- "With a Little Luck" #5 UK, #1 US
- "I've Had Enough" #42 UK; #25 US
- "London Town" #60 UK; #39 US

#### 1979
- "Goodnight Tonight" #5 UK, #5 US
- "Old Siam, Sir" #35 UK
- "Getting Closer" #20 US
- "Arrow Through Me" #29 US
- "Getting Closer"/"Baby's Request" #60 UK

## Wydawnictwa DVD
- 18 stycznia 2000 – "Standing Stone"
  - Długość: 133 minut
- 19 czerwca 2001 – "Live at the Cavern Club!"
  - Długość: 63 minut.
- 17 marca 2003 – "Back in the U.S."
  - Długość: 180 minut.
- 27 września 2004 – "The Animation Collection"
  - Długość: 127 minut.
- 15 listopada 2004 – "Put It There"
  - Długość: 65 minut.
- 18 stycznia 2005 – "Paul McCartney's Get Back World Tour"
  - Długość: 92 minut.
- 14 czerwca 2005 – "Paul McCartney in Red Square"
  - Długość: 180 minut.
- 14 listopada 2006 – "The Space Within US"
  - Długość: 105 minut.
- 20 listopada 2009 – "Good Evening New York City"
  - Długość: 160 minut.